# Ethnicity
Ethnicity è il tredicesimo album in studio del compositore greco Yanni, pubblicato l'11 febbraio del 2003 dalla Virgin Records.

## Tracce
1. Rites of Passage – 4:35
2. For All Seasons – 5:37
3. The Promise – 3:42
4. Rainmaker – 5:36
5. Written on the Wind – 3:56
6. Playing by Heart – 4:38
7. At First Sight – 5:14
8. Tribal Dream – 5:35
9. Almost a Whisper – 3:51
10. Never Too Late – 5:01
11. Playtime – 5:29
12. Jivaeri (Jiva-Eri)  Traditional – 4:37

## Componenti
- Yanni - Compositore e Arrangiamenti
- Pedro Eustache – Flauto, Ancia, Duduk, Arghul, Uilleann pipes, Chanter e Sassofono
- Karen Briggs - Violino